# Богданівка (Дніпровський район)
Богданівка (до 2016 — Ленінське) — село в Україні, у Солонянській селищній громаді Дніпровського району Дніпропетровської області. Населення станом на 2021 рік — 126 мешканців.

## Географія
Село Богданівка розташоване на лівому березі річки Мокра Сура, вище за течією на відстані 2,5 км розташоване село Сурсько-Михайлівка, нижче за течією на відстані 3 км розташоване село Зелений гай. Річка в цьому місці звивиста, утворює лимани, стариці й заболочені озера. Поруч проходить залізниця, платформа 238 км за 1 км.

## Населення

### Мова
Розподіл населення за рідною мовою за даними перепису 2001 року:
| Мова            | Кількість | Відсоток |
| --------------- | --------- | -------- |
| українська      | 130       | 86.09%   |
| російська       | 19        | 12.59%   |
| білоруська      | 1         | 0.66%    |
| інші/не вказали | 1         | 0.66%    |
| Усього          | 151       | 100%     |

## Інтернет-посилання
- Погода в селі [Архівовано 21 листопада 2016 у Wayback Machine.]

1. ↑  Рідні мови в об'єднаних територіальних громадах України — Український центр суспільних даних